# Episodi di Switched at Birth - Al posto tuo (seconda stagione)
La seconda stagione della serie televisiva Switched at Birth - Al posto tuo, composta da 21 episodi, è stata trasmessa per la prima volta dal 7 gennaio al 19 agosto 2013 sul canale statunitense ABC Family (oggi Freeform).
In Italia la stagione è stata trasmessa in prima visione dal 27 novembre 2013 al 30 aprile 2014 sul canale Deejay TV.
| n° | Titolo originale                                                  | Titolo italiano                                           | Prima TV USA     | Prima TV Italia  |
| -- | ----------------------------------------------------------------- | --------------------------------------------------------- | ---------------- | ---------------- |
| 1  | The Door to Freedom                                               | Verso la libertà                                          | 7 gennaio 2013   | 27 novembre 2013 |
| 2  | The Awakening Conscience                                          | Il risveglio della coscienza                              | 14 gennaio 2013  | 4 dicembre 2013  |
| 3  | Duel of Two Women                                                 | Duello tra due donne                                      | 21 gennaio 2013  | 11 dicembre 2013 |
| 4  | Dressing for the Charade                                          | La farsa                                                  | 28 gennaio 2013  | 18 dicembre 2013 |
| 5  | The Acquired Inability to Escape                                  | L'incapacità acquisita di fuggire                         | 4 febbraio 2013  | 8 gennaio 2014   |
| 6  | Human/Need/Desire                                                 | L'essere umano ha bisogno del desiderio                   | 11 febbraio 2013 | 15 gennaio 2014  |
| 7  | Drive in the Knife                                                | Conficca il coltello                                      | 18 febbraio 2013 | 22 gennaio 2014  |
| 8  | Tight Rope Walker                                                 | L'equilibrista sulla fune                                 | 25 febbraio 2013 | 29 gennaio 2014  |
| 9  | Uprising                                                          | La rivolta                                                | 4 marzo 2013     | 5 febbraio 2014  |
| 10 | Introducing the Miracle                                           | Vi presento il miracolo                                   | 11 marzo 2013    | 12 febbraio 2014 |
| 11 | Mother and Child Divided                                          | Madre e figlia divise                                     | 10 giugno 2013   | 19 febbraio 2014 |
| 12 | Distorted House                                                   | Una casa stravolta                                        | 17 giugno 2013   | 26 febbraio 2014 |
| 13 | The Good Samaritan                                                | Il buon samaritano                                        | 24 giugno 2013   | 5 marzo 2014     |
| 14 | He Did What He Wanted                                             | Ha fatto quello che voleva                                | 1º luglio 2013   | 12 marzo 2014    |
| 15 | Ecce Mono                                                         | Ecce Mono                                                 | 8 luglio 2013    | 19 marzo 2014    |
| 16 | The Physical Impossibility of Death in the Mind of Someone Living | L'impossibilità fisica della morte nella mente di un vivo | 15 luglio 2013   | 26 marzo 2014    |
| 17 | Prudence, Avarice, Lust, Justice, Anger                           | Prudenza, avarizia, lussuria, giustizia, rabbia           | 22 luglio 2013   | 2 aprile 2014    |
| 18 | As The Shadows Deepened                                           | Ombre profonde                                            | 29 luglio 2013   | 9 aprile 2014    |
| 19 | What Goes Up Must Come Down                                       | Ciò che sale deve scendere                                | 5 agosto 2013    | 16 aprile 2014   |
| 20 | The Merrymakers                                                   | I festaioli                                               | 12 agosto 2013   | 23 aprile 2014   |
| 21 | Departure of Summer                                               | Partenza d'estate                                         | 19 agosto 2013   | 30 aprile 2014   |

## Verso la libertà
- Titolo originale: The Door to Freedom
- Diretto da: Steve Miner
- Scritto da: Lizzy Weiss

### Trama
Angelo utilizza i soldi vinti al processo per comprare regali ai Kennish e ai Vasquez. Bay, che ora si comporta diligentemente, è accusata di aver copiato il test di francese e viene messa sotto inchiesta. La Carlton avvia un programma per udenti con fratelli o genitori sordi; Daphne ed Emmett ne incontrano uno di nome Teo.
Angelo e Regina iniziare a fare progetti per la loro casa dei sogni e John decide di concorrere per un seggio al Senato, anche se è in origine era un progetto di Kathryn.
Toby ascolta accidentalmente Angelo e una donna di nome Lana, parlare della gravidanza della donna che dichiara che il bimbo è di Angelo, e condivide a malincuore la notizia con Bay, che la prende decisamente male. Chef Jeff dice a Daphne di non mandargli più SMS e che non dovranno mai più rivedersi; Daphne a sua volta dice a Travis che lui non le piace. Quando poi decide di scusarsi con lui, viene a sapere che i suoi genitori vogliono cacciarlo di casa. Bay decide di trasferirsi alla Carlton.
- Curiosità: Travis cita Dummy Hoy

## Il risveglio della coscienza
- Titolo originale: The Awakening Conscience
- Diretto da: Fred Gerber
- Scritto da: Joy Gregory e Bekah Brunstetter

### Trama
Bay convince John e Kathryn a farle frequentare la Carlton. Angelo racconta a una furente Regina di aver messo Lana incinta e John ai ragazzi di essersi presentato alle elezioni. Toby inizia ad uscire con Nikki, ma con suo grande dispiacere, Kathryn e Nikki si mettono a lavorare insieme a una canzone per la band. Successivamente Toby si allontana da Nikki quando Emmett gli mostra una foto scandalosa di lei.
Bay ha problemi ad inserirsi alla Carlton e a seguire le lezioni. Con l'aiuto di John, Daphne vende tacos all'autolavaggio e fa un sacco di soldi, ma si rende conto che quello che vuole veramente fare è dare una mano al suo vecchio quartiere. Contro il parere di John, vende i suoi tacos a East Riverside e dice a tutti di pagare quello che possono, causando l'ira di un negoziante.
Emmett vuole aiutare Bay a entrare in sintonia con la Carlton, ma è l'unico. Regina incontra Lana in ascensore a casa di Angelo, ma non le dice chi è.
- Curiosità: In questo episodio scopriamo che John e Kathryn hanno avuto Toby dopo quattro anni di matrimonio.

## Duello tra due donne
- Titolo originale: Duel Between Two Women
- Diretto da: John Behring
- Scritto da: Anne Kenney

### Trama
Melody scopre i problemi tra i sordi e gli studenti udenti e costringe tutti ad andare in ritiro per il fine settimana. Regina scopre dal medico che non potrà mai più usare il linguaggio dei segni o tagliare i capelli o rischierà di perdere la mano. Toby si imbatte in Lana dal meccanico e si trova costretto a portarla all'ospedale quando lei inizia ad avere le contrazioni di Braxton-Hicks. Scopre successivamente che la ragazza vuole dare il bambino in adozione.
Noah, un nuovo amico udente di Bay alla Carlton, confida alla ragazza che ha la sindrome di Meniere e quando Emmett li vede chiacchierare è visibilmente turbato. Kathryn parla di politica nel corso di un'intervista radiofonica, che ha ripercussioni negative su John e sulla sua campagna.
Regina racconta a Daphne che lei non potrà mai più parlare con i segni sconvolgendola e Melody chiede all'amica se sta fingendo offendendola. Bay e Natalie arrivano a una tregua durante la gita.
Bay in seguito dice a Emmett che ha bisogno di lui come amico, ma Emmett le risponde che non riesce a essere solo questo per lei.

## La farsa
- Titolo originale: Dressing for the Charade
- Diretto da: Melanie Mayron
- Scritto da: James Patrick Stoteraux e Chad Fiveash

### Trama
I coniugi Kennish trovano il conto dell'ecografia fatta fare a Lana da Toby e chiedono al figlio spiegazioni pensando abbia messo incinta Nikki o un'altra ragazza, ma lui spiega che si tratta di Lana e la invita a cena. Nel frattempo, Angelo continua a cercare di sistemare le cose con Bay. Daphne parla con la madre di Travis senza alcun risultato. Frustrata dalla campagna politica di John, Kathryn invita Regina ad andare a un jazz club dove la portoricana incontra Zane, un suo vecchio spasimante.
Un'avversaria politica di John lancia uno spot televisivo contro di lui e il suo consulente lo spinge a vendicarsi. Lana viene a cena, e i Kennish scoprono che cerca di dare il bambino in adozione. Durante la cena un poliziotto si presenta a controllare il matrimonio di Regina e Angelo. I Kennish, Regina, Daphne e Travis (che è andato a trovare quest'ultima) riescono a imbrogliarlo e a fargli credere che Regina e Angelo stiano insieme.
Daphne si rende conto che potrebbe provare qualcosa per Travis, e si baciano.

## L'incapacità acquisita di fuggire
- Titolo originale: The Acquired Inability to Escape
- Diretto da: Zetna Fuentes
- Scritto da: Joy Gregory e Henry Robles

### Trama
Emmett non è troppo convinto della relazione di Daphne con Travis. Il corso di teatro alla Carlton potrebbe essere sospeso per mancanza di fondi e quando lo viene a sapere Kathryn si offre volontaria come regista non retribuita, con grande imbarazzo di Bay che parla male di lei con Natalie offendendola. Le due poi si riconciliano. Nel frattempo, Toby chiede al nonno di aiutarlo ad entrare al college ma poi decide di non frequentarlo.Mentre lavorava con il suo camion ristorante con Travis, Daphne viene aggredita e derubata da due ragazzi in un momento di assenza del ragazzo.
- Guest Star: William Lucking (Billy Kennish).

## L'essere umano ha bisogno del desiderio
- Titolo originale: Human/Need/Desire
- Diretto da: Norman Buckley
- Scritto da: Lizzy Weiss e Bekah Brunstetter

### Trama
Bay decide di dare una festa anti-San Valentino e invita tutti i suoi amici sia sordi che udenti, cosa che porterà Noah e Travis a un'accesa discussione che finirà a botte. Dopo Bay e Noah si baciano. Successivamente Nikki lascia Toby perché non hanno le stesse convinzioni (Nikki è una convinta cattolica e lui no), mentre Angelo e Lana decidono di istituire una tregua e tengono d'occhio i ragazzi alla festa. Regina ha uno scontro con John e Kathryn su come gestire la situazione del camioncino di Daphne.

## Conficca il coltello
- Titolo originale: Drive in the Knife
- Diretto da: Steve Miner
- Scritto da: Chad Fiveash e James Patrick Stoteraux

### Trama
Il rapporto tra Bay e Noah procede bene, mentre Daphne decide di rompere con Travis; successivamente Kathryn convince Daphne a partecipare ai provini per la recita scolastica. Bay si offre per fare il manifesto per la campagna di John, ma poi rinuncia per paura di danneggiarlo. Anche Toby aiuta la campagna (con Emmett) e si ritrova attratto da una volontaria carina, che però si rivela essere la figlia di un'altra candidata. Bay racconta a Emmett della sua nuova relazione; Emmett risponde baciandola e chiedendole se lei è sicura di voler andare avanti, confondendola.
Regina inizia il suo nuovo lavoro come designer di interni, ma viene licenziata quando si presenta in ritardo al lavoro a causa di una sbornia; successivamente mente a Daphne sul perché abbia perso il posto. Daphne e Travis devono identificare l'aggressore di Daphne, ma Travis dichiara che nessuno dei sospetti è la persona giusta. Daphne si rende conto che Travis vuole vendicarsi picchiando gli aggressori e convince John a parlare con lui. Bay vede Regina tornare a casa dopo aver bevuto e percepisce che qualcosa non va. 

## L'equilibrista sulla fune
- Titolo originale: Tight Rope Walker
- Diretto da: Joanna Kerns
- Scritto da: Anne Kenney e Henry Robles

### Trama
Mentre Toby frequenta Elisa, alla Carlton la situazione si fa esplosiva quando gli studenti sordi si oppongono al programma pilota per gli studenti udenti e Daphne si ritrova fra due fuochi.
Dopo aver parlato con il consiglio scolastico, la ragazza dice a Kathryn che la Carlton chiuderà. Nel frattempo, Bay dice a Zane dell'alcolismo di Regina, e quando l'uomo glielo dice Regina si arrabbia moltissimo con Bay e la rimprovera aspramente, pentendosi le chiede poi scusa; la figlia la perdona, le due decidono di mantenere il segreto e Regina promette di chiedere aiuto. Tuttavia, non mantiene la parola. Emmett e sua madre decidono di far venire Travis a vivere a casa loro.

## La rivolta
- Titolo originale: Uprising
- Diretto da: Steve Miner
- Scritto da: Lizzy Weiss

### Trama
L'episodio si apre con Bay e Daphne che informano il pubblico che l'episodio sarà girato quasi interamente nella lingua dei segni e privo di sonoro.
Daphne, Emmett, Travis e i loro amici sordi decidono di occupare la scuola come manifestazione di protesta per convincere il consiglio scolastico a tenere la Carlton aperta. Bay è in difficoltà perché la maggior parte degli studenti vuole sciogliere il programma pilota e lasciare la scuola solo ai sordi, la ragazza perciò non viene informata del sit-in, se non all'ultimo momento anche se Emmett le chiede di fare per loro una delle sue opere. Lo stesso Emmett, durante le prove di Romeo e Giulietta, vede Daphne e Noah baciarsi. È proprio durante la recita che i ragazzi mettono in moto il loro piano: Bay attiva l'allarme anti incendio e nella confusione generale gli studenti ne approfittano per introdursi nell'edificio. I Kennish e Regina sono preoccupati per il coinvolgimento delle loro figlie nel sit-in. Nel frattempo, Melody deve scegliere da che parte stare dal momento che il consiglio scolastico le ha offerto un nuovo lavoro, se sostiene la chiusura della Carlton.
- Curiosità: Questo episodio non ha audio oltre la musica di sottofondo e gli attori dicono tutte le battute nella lingua dei segni. Lo scopo di ciò è quello di dare alle persone udenti un assaggio di ciò che vuol dire essere sordo, fatto che ha provocato alcune lamentele.

- Errore: Quando Daphne si avvicina a Noah per la batteria dell'apparecchio acustico il suo armadietto prima è aperto, poi chiuso.

## Vi presento il miracolo
- Titolo originale: Introducing the Miracle
- Diretto da: Ron Lagomarsino
- Scritto da: Becky Hartman Edwards e Lizzy Weiss

### Trama
Dopo le trattative di Daphne con il consiglio scolastico, il consiglio si impegna a tenere la Carlton aperta, ma con solo il 50% di alunni non udenti.
Adrianna ritorna e aiuta Regina fare i conti con il suo alcolismo. La donna è stata allertata da Angelo, dopo che Regina si è presentata completamente ubriaca a casa sua e l'uomo si offre di pagare la riabilitazione di Regina, e lei accetta di andare, in clinica sapendo di lasciare Daphne alle cure dei Kennish.
Emmett dice a Bay ciò che ha visto; la ragazza inizialmente non gli crede ma quando chiede a Noah e lui glielo conferma rompono perché la ragazza comprende che lui prova sentimenti per Daphne. Questo causa un litigio fra le sorellastre, anche perché Daphne non ha difeso Bay durante il sit-in dalle posizioni contro gli udenti. Patricia Sawyer si ritira dalla gara, e John vince il seggio al Senato.
Nel frattempo, Toby e Nikki sconvolgono tutti decidendo di fidanzarsi e sposarsi.
Lana dà alla luce una bambina e scompare con lei subito dopo.

## Madre e figlia divise
- Titolo originale: Mother and Child Divided
- Diretto da: Ron Lagomarsino
- Scritto da: Lizzy Weiss

### Trama
Regina torna e scopre che mentre è stata via per la riabilitazione, Daphne si è avvicinata moltissimo alla famiglia Kennish, trascorrendo le sue giornate al loro country club e dormendo a casa loro. Questa nuova dinamica della famiglia non va bene per Regina, che torna prima nella speranza di trascorrere più tempo con Daphne. Questo provoca una litigio tra le due e alla fine Regina decide di andare a vivere a casa di Angelo (che è attualmente in cerca di Lana). Bay inizia a lavorare a malincuore, all'ufficio al Senato di suo padre e, quando la sua auto si rompe in prossimità di un luna park locale, si imbatte nel suo ex-fidanzato, Ty che è tornato dal servizio in Afghanistan. Successivamente decide di stare da Regina. Nel frattempo, Travis ed Emmett su idea del primo portano a casa due ragazze mentre Melody è fuori città, e le idee di Kathryn per la cena prenunziale di Toby e Nikki non piacciono a quest'ultima.

## Una casa stravolta
- Titolo originale: Distorted House
- Diretto da: Fred Gerber
- Scritto da: Joy Gregory e Henry Robles

### Trama
Bay ricomincia a frequentare Ty, ma scopre notizie scioccanti sulle sue esperienze in Afghanistan. Sia Toby che Travis vogliano il lavoro di manager all'autolavaggio, e John è combattuto nella sua decisione: alla fine sceglie Toby perché il figlio sta per sposarsi, mentre a Travis resta un altro anno di liceo. Kathryn e Daphne hanno difficoltà ad accettare che Bay stia con Regina, e la situazione si complica con il ritorno di Angelo le cui indagini non sono giunte a nulla, dato che convince Bay e Regina a rimanere da lui.

## Il buon samaritano
- Titolo originale: The Good Samaritan
- Diretto da: Zetna Fuentes
- Scritto da: Becky Hartman Edwards e Bekah Brunstetter

### Trama
Le esigenze di una vita "adulta" iniziano a danneggiare il rapporto tra Toby e Nikki. Quando vede che Toby è sopraffatto dalle esigenze di lavoro e dalla pianificazione del matrimonio, Bay cerca di distrarlo proponendo alla sua band di suonare al luna park. Angelo è frustrato dal disordine di Regina e Bay, mentre le frequenti visite di Adrianna danno sui nervi a Kathryn. Nel frattempo Jace, un collega di Daphne, la introduce al geocaching e successivamente i due si baciano.

## Ha fatto quello che voleva
- Titolo originale: He Did What He Wanted
- Diretto da: Steve Miner
- Scritto da: Lizzy Weiss e Michael V. Ross

### Trama
È il momento di festeggiare il 4 luglio, ma tutti hanno comunque problemi. Daphne riceve segnali contrastanti da Jace e scopre che gestisce un blog, mentre Bay cerca inutilmente di sistemare Mary Beth con Mac, il loro capo al lavoro, aiutata da Ty. 
Angelo si unisce al country club e Regina riesce a recuperare il lavoro. Emmett scopre che suo padre sta pensando a un impianto cocleare e che anche Travis lo prende in considerazione; la cosa lo fa arrabbiare e invece di andare al barbecue di suo padre per conoscere la sua nuova fidanzata (anche lei con il cocleare) decide di passare la giornata con Daphne. Nel frattempo, Kathryn viene corteggiata da un superiore di John e quest'ultimo dopo averlo scoperto ha un grave malore e viene salvato da Regina.
- Curiosità: La storia di quest'episodio va dal 2 luglio al 5 luglio.

## Ecce Mono
- Diretto da: David Paymer
- Scritto da: James Patrick Stoteraux e Chad Fiveash

### Trama
L'episodio è un what if che ci mostra cosa sarebbe successo se Regina avesse comunicato subito dello scambio.
In questa realtà alternativa i Kennish ottengono la custodia di entrambe le ragazze quando hanno tre anni.
Tredici anni dopo Daphne ha un impianto cocleare e non conosce la lingua dei segni americana. Anche caratterialmente è una persona completamente diversa: infatti è una ragazza snob e frivola poco interessata allo studio, migliore amica di Simone, non si cura minimamente di sapere ciò che è accaduto a Regina e ha un pessimo rapporto con Bay. Anche lei in questo mondo è una persona molto diversa: infatti si rivela un'ottima studentessa e si sente poco legata ai Kennish. Vorrebbe conoscere la sua madre naturale, ma non l'ha mai incontrata.
Kathryn è un'autrice di successo, ma pur essendo ancora sposata al senatore John Kennish, il loro matrimonio è lungi dall'essere perfetto: Kathryn tradisce il marito e quando John lo scopre lei gli dice che con lui non è felice perché non le dà mai retta.
La svolta c'è quando i loro genitori costringono Daphne a portare con sé la "sorella" a una festa; Bay se ne va via quasi subito e poco dopo incontra Emmett che la avverte che quel quartiere non è sicuro di notte. Lui le dà un passaggio e diventano immediatamente amici, tanto che Bay si fa aiutare da lui a cercare sua madre e dopo una lunga ricerca trovano una cartella che contiene ordini restrittivi verso di lei e le sue lettere. La mora ne parla con Daphne che dopo qualche titubanza decide di andare a cercare Regina con Bay. Le due però trovano solo Adrianna, la cui figlia è morta e danno la notizia a casa sconvolgendo John e Kathryn.
Alla fine della puntata vediamo Daphne andare da Adrianna intenzionata a saperne di più, mentre Bay se ne va in moto con Emmett e si può presumere che finiranno per intrecciare una relazione.
John subisce un attacco di cuore e dato che in questo mondo Regina non può salvarlo muore. 
- Curiosità: In quest'episodio scopriamo che Regina è stata arrestata due volte per guida in stato di ubriachezza e che una delle volte c'era Daphne con lei.

## L'impossibilità fisica della morte nella mente di un vivo
- Titolo originale: The Physical Impossibility of Death in the Mind of Someone Living
- Diretto da: Melanie Mayron
- Scritto da: Darla Lansu

### Trama
Bay incontra alcuni soldati amici di Ty, tra cui un'infermiera di nome Aida con cui lui ha avuto rapporti, la cosa inizialmente la fa arrabbiare, ma dopo aver parlato con sua madre riesce a superarla e passa con lui la notte. Angelo offre a Regina di aiutarla a trovare nuovi clienti: infatti ha deciso di aprire un ristorante e naturalmente senza far sapere del loro rapporto al capo della donna. Le cose si complicano quando quest'ultima dice a Regina di essere attratta da Angelo e le chiede di scoprire se è single. Dopo ciò che è accaduto al capofamiglia, i Kennish devono cambiare alcune cose e soprattutto John deve affrontare la realtà della sua situazione. Daphne invece è divisa tra la sua famiglia e il suo interesse per Jace. Angelo riceve finalmente notizie della bambina.

## Prudenza, avarizia, lussuria, giustizia, rabbia
- Titolo originale: Prudence, Avarice, Lust, Justice, Anger
- Diretto da: Lea Thompson
- Scritto da: Terrence Coli e Becky Hartman Edwards

### Trama
Dopo aver dato lezioni di nuoto a Jace nella piscina del country club, Daphne incontra Parker, una collega che le dice che il senatore Coto l'ha messa incinta.
Angelo va a St. Louis per cercare la bambina. Inizialmente chiede a Regina di accompagnarlo, quando lei rifiuta lo chiede a Bay; inizialmente rifiuta anche lei, ma poi dopo averne parlato con Ty decide di andare. 
All'autolavaggio Toby incontra Simone, che è diventata animatrice e grazie a lei ottiene una serata in un locale. Nikki, che ha visto i loro messaggi, lo raggiunge e dopo una breve discussione Toby le fa notare che la musica per lei ha perso importanza, la ragazza non riesce a replicare anche perché riceve una chiamata che le dice che l'assassino di suo padre è stato trovato. 
Jace scopre la situazione di Parker e la verità, ma Daphne raccontandogli la storia di lei e Jeff lo convince a non pubblicare la storia. La ragazza tuttavia il giorno dopo dice che è stato un falso allarme, ma Daphne e Jace grazie a uno SMS "minatorio" convincono Coto a non votare una legge che non vogliono.

## Ombre profonde
- Titolo originale: As the Shadows Deepen
- Diretto da: Wendey Stanzler
- Scritto da: Joy Gregory e Henry Robles

### Trama
Bay decide di istituire la giornata dei sordi al Maui per ottenere nuovi clienti, dato che il parco ne sta perdendo a causa di un'acqua park situato nelle vicinanze. Per organizzare tutto, la ragazza si fa aiutare da Emmett, cosa che causa problemi quando Ty li vede insieme. Daphne scopre che Jeff è ora fidanzato con un'amica di Jace e che i due avevano una relazione a distanza, ai tempi in cui Daphne aveva una cotta per lui. Le cose tra Jace e la bionda peggiorano dopo che lui cerca di rubare una carta di credito e racconta alla fidanzata di Jeff della storia che quest'ultimo ha avuto con Daphne. Toby suggerisce a Nikki di andare in prigione a trovare il tizio che ha ucciso suo padre. John inizia con l'aiuto della moglie a cercare di recuperare la sua relazione con il padre. Bay viene a sapere che l'unità di Ty sta per tornare in Afghanistan.

## Ciò che sale deve scendere
- Titolo originale: What Goes Up Must Come Down
- Diretto da: Joanna Kerns
- Scritto da: Bekah Brunstetter e Lizzy Weiss

### Trama
Daphne si preoccupa che il senatore Coto sospetti di lei e litiga di nuovo con Jace a causa di Parker. Nikki affronta sua madre dopo aver scoperto che suo padre era uno spacciatore. Nel frattempo, John continua a cercare di ripagare Regina per avergli salvato la vita, e Ty e Bay decidono di andare in campeggio.
- Guest star: Joey Lauren Adams (signora Papagus)

## I festaioli
- Titolo originale: The Merrymakers
- Diretto da: Zetna Fuentes
- Scritto da: James Patrick Stoteraux e Chad Fiveash

### Trama
Bay e Daphne organizzano l'addio al nubilato di Nikki, mentre Emmett e Travis si occupano di quello al celibato di Toby. Ovviamente non possono mancare gli imprevisti: Simone chiama Toby per dirgli che è risultato positivo al test per la Chlamydia, così Toby ed Emmett devono andare in clinica a fare il test; Nikki invece dopo essersi completamente ubriacata invia un messaggio minaccioso al senatore Coto, dopo aver saputo cosa ha fatto con Parker. Nel frattempo, Kathryn è sorpresa dalle idee stravaganti per il matrimonio di Jennice, la madre di Nikki. Angelo e Regina rivalutano il loro rapporto.

## Partenza d'estate
- Titolo originale: Departure of Summer
- Diretto da: Steve Miner
- Scritto da: Becky Hartman Edwards e Lizzy Weiss

### Trama
Toby e Nikki si preparano per il loro matrimonio, e John e Kathryn decidono di dire ai due ciò che pensano davvero sulla loro decisione di sposarsi. Daphne decide di rendere pubblico ciò che ha scoperto su Coto, ma Jace viene espulso dal paese e la ragazza viene condannata a 100 ore di servizi sociali.
Bay cerca di intrecciare una relazione a distanza con Ty, solo per scoprire che lui l'ha tradita. In realtà il ragazzo scopre che la sua unità è stata assegnata a una zona molto pericolosa, e decide di ingannare Bay per spingerla a lasciarlo. Mary Beth (diventata la ragazza di Travis) lo scopre, ma il soldato le impone il silenzio. Bay intanto decide di sfogarsi con Emmett. Nel frattempo, Angelo si trova in difficoltà con la bambina e decide di crescerla insieme ai due che l'avevano adottata.